# 戴利堡·史提芬奴域
戴利堡·史提芬奴域（英語：Dalibor Stevanovič，1984年9月27日—），是一名斯洛文尼亞足球运动员，司职中場，目前效力荷甲球队維迪斯。

## 生涯
史提芬奴域在2009年1月加盟維迪斯，因為彼達迪華馬卡比拒絕支付他的工資。與尼爾遜一起加盟維迪斯，他立即對球隊的影響，協助球隊在尾二輪聯賽排列舒適的中游位置。

## 國際賽
史提芬奴域在2006年2月斯洛文尼亞以1-0戰勝了塞浦路斯首次亮相於國際賽。而他在2009年10月14日的2010年世界杯預選賽對聖馬力諾打進了他第一個國際賽進球。

## 連結
- Player profile
- Player profile （页面存档备份，存于）
- Career details （页面存档备份，存于）